# Groutiella schlumbergeri
Groutiella schlumbergeri là một loài Rêu trong họ Orthotrichaceae. Loài này được (Schimp.) Wijk & Margad. mô tả khoa học đầu tiên năm 1960.